# Station Argences
Station Argences is een spoorwegstation in de Franse gemeente Argences. Het station is gesloten.  